# بروكسي (شركة)

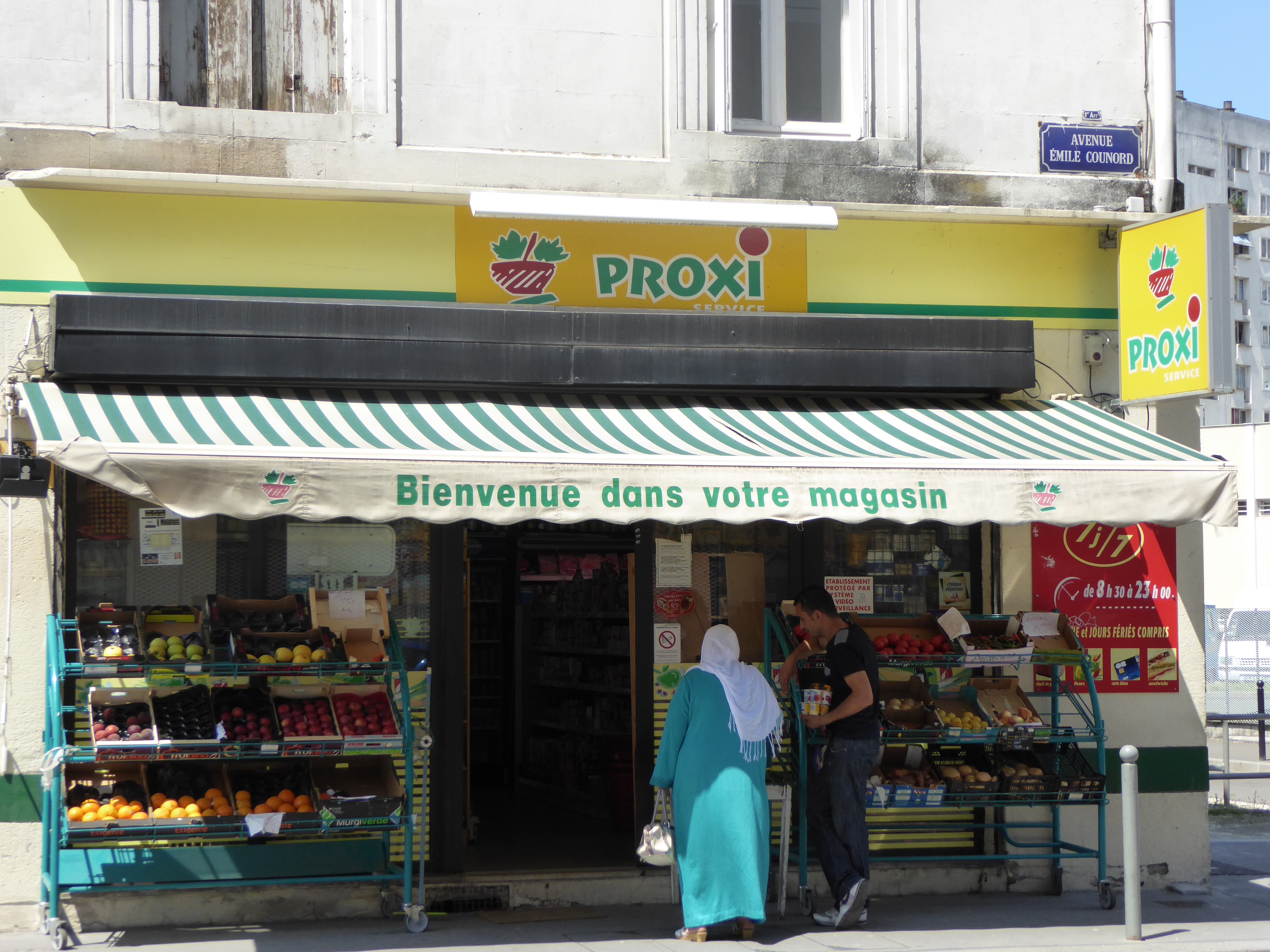
متجر بروكسي في بوردو (يوليو 2014).

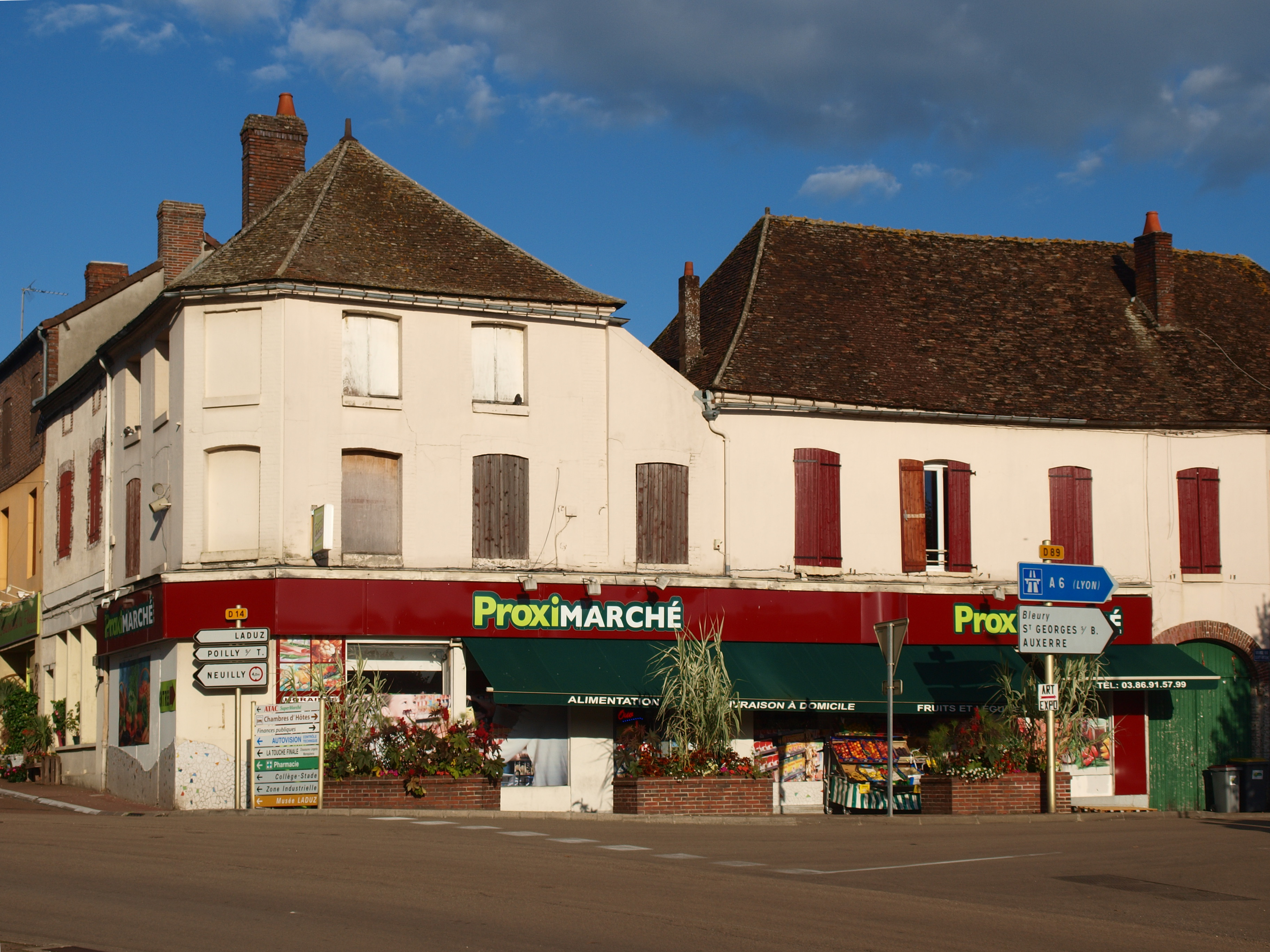
متجر بروكسي في إيلانت سور ثولون.

 بروكسي  شركة فرنسية متخصصة في سوبرماركت القرب، وهي تابعة لمجموعة كارفور.

## المحلات
في يوليو 2014 كان للشركة 380 نقطة بيع بفرنسا، بمساحة تتراوح ما بين 60 متر مربع و 250 متر مربع، وكانت هناك محلات أكبر مساحة تحت اسم بروكسي سوبر.